# 东洋大学

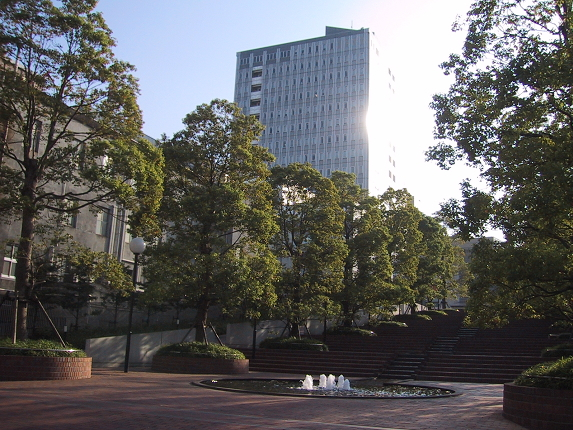
東洋大學白山校區

東洋大学（日语：／），是本部在東京都文京區的一所私立大學。是日本最早的哲学教育機關，该校发源于1887年，于1928年升格大學。同时也是東京都中堅私立校群“日东驹专”（日本大學、東洋大學、驹泽大學、专修大學）之一。
東洋大學总部设在東京都文京區。除了文京區有兩個校園外，还在東京都北區、埼玉县朝霞市、川越市和群马县板仓町均設有分校。

## 历史
1887年，井上圓了創設了專門教授哲學的私立哲學館，因専門學校令而成為私立哲學館大學，1906年改名為私立東洋大學，之後在1949年轉型為新制大學。1887年設立之初，與哲學有關的學校，大多是以基督教、佛教等宗教為基礎的學校佔多數，所以這裡成了東京帝大以外，日本唯一的非宗教系的學校。第二次世界大戰之後，以哲學思想為主體，持續擴展學校規模，目前設有五個校區、九個科系。
東洋大學的精神是：「護國愛理」。入學考試中出現了動畫角色嚕嚕米，更在宣傳海報上寫著：「嚕嚕米是最能具體地表現哲學的形象的角色。」而前身的哲學館是為了提供既沒時間也沒足夠金錢的人們有個學習環境而設立，因此，這裡也是日本大學中，唯一在全學系皆設有夜間部的市中心大學。
值得一提的是，東洋大學是日本唯一設有印度哲學系及中国哲学的大學，更在永續科學共同研究機構（暫譯，詳見日文維基IR3S條目）中的負責共生哲學的研究，在日本哲學研究領域中佔有一席之地。

## 組織單位

### 學部（學院）
- 文學部
- 經濟學部
- 經營學部
- 法學部
- 社會學部
- 理工學部
- 國際學部
- 國際觀光學部
- 生命科學部
- 食環境科學部
- 綜合資訊學部（總合情報學部）
- 協作學部（情報連攜學部）
- 生活設計學部

### 大學院（研究所）
- 文學研究科
- 經濟學研究科
- 經營學研究科
- 法學研究科
- 社會學研究科
- 理工學研究科
- 國際學研究科
- 國際觀光學研究科
- 生命科學研究科
- 食環境科學研究科
- 社會福祉學研究科（獨立研究科）
- 學際・融合科学研究科（獨立研究科）
- 法學研究科（見法科大學院）
- 協作學研究科（情報連攜学研究科）
- 生活設計学研究科

### 短期大學部
- 東洋大學短期大學（已廢止）

### 附屬機關
- 圖書館
- 井上圓了紀念博物館（日语：東洋大学井上円了記念博物館）

### 附屬學校
- 東洋大學附屬牛久高等學校（日语：東洋大学附属牛久高等学校）
- 東洋大學附屬牛久中學校（日语：東洋大学附属牛久中学校）
- 東洋大學附屬姬路中學校及高等學校（完全中學制）
- 京北高等學校（日语：京北中学校・高等学校）（完全中學制）
- 京北学園白山高等學校（日语：京北学園白山高等学校）

## 知名校友

### 政治
- 木村太郎（政治家）（自由民主党众议院议员4区的青森选出保卫厅副长官）
- 长岛忠美（自由民主党众议院议员比例北陆信越选出新舄县[旧山志村前村长）
- 神田孝次（北海道北見市市长）
- 橫田耕一（北海道稚内市市长）
- 平尾道牡（滋贺县米原市市长）
- 石见利胜（兵库县姬路市市长）
- 澀谷俊彥（鹿儿岛县大水市市长）

### 经济
- 石水勋（石匠制果社长）
- 佐藤寿（佐藤水产社长）
- 江村林香（AIRTRANSE社长）
- 久須美記（久须美造酒社长）
- 渡边信用（中央化学社长）
- 永堀隆司（圆石拉人的社长）
- 伊东康孝（Skylark社长）
- 稻叶明（稻叶制作所社长）
- 佐藤义亮（出版业者，新潮社创业者）
- 好谷口市（原Laox社长）
- 鈴木洋（Hoya社长）
- 莲见敏男（原Daiei社长，富士软件ABC副总经理）
- 书之间明生（角川拉人的社长）
- 盛冈勇夫（立体照像创业者雕刻家）
- 矢代秀己（乔纳森社长）
- 原田利胜（明和地产会长）
- 石田正彦（第一代理商社长）
- 西村一郎（39制药会长兼的社长）
- 高橋保一（丹尼尔欧式家具厂商在社长，家具的学校，家具的医院同时设置）
- 村上升男（落合楼村上丈夫，国家文化财产重要的旅馆经营）
- 杉山定久（八角形住宅[原开发的南富士产业社长，中国武汉大学华中的科技能大学客座教授）
- 半田久米夫（高知广播社长）
- 当之间句子（冲绳电视广播社长）
- 护城河河靖（琉球拉人的社长）

### 文学
- 内田康夫（推理作家）
- 岡本潤（诗人）
- 林古溪（诗人、作词家，立正大學教授）
- 赤松月船（诗人）
- 山本和夫（诗人、儿童文学作家）
- 小野十三郎（诗人）
- 勝承夫（诗人、作词家"各全国校校歌"原来日本音乐著作权协会会长，本金学理事长）
- 正富旺洋（诗人、童谣作词家）
- 玉置光三（诗人、童谣作词家
- 长田恒雄（诗人、作词家）
- 高田荣一（诗人、爬行动物专家）
- 前川佐美雄（歌手）
- 坪野哲久（歌手）
- 福田荣一（歌手）
- 小泉苳三（歌手、立命館大学北京教练大学关西学院大学原各教授）
- 国崎太郎（歌手、立命館大学名誉教授）
- 市村宏（歌手、本学问名誉教授）
- 神作光一（歌手、日本歌手会会长现代学生百人一首和歌选创始人，本学问名誉教授，本金学校长）
- 平野宜紀（歌手）
- 坂口安吾（小说家、随笔作家）
- 野沟七生子（小说家、本金学教授）
- 葛西善行藏（小说家）
- 笹本寅（小说家）
- 木山捷平（小说家、诗人）
- 久保乔（儿童文学、作家）
- 佐佐木德夫（民间传说作家）
- 竹本健治（推理作家）
- 朝松健（怪异小说家）
- 永冈庆之（历史小说家）
- 花村奖（历史小说家）
- 长岛有（小说家、诗人、随笔作家，芥川奖获奖作家）
- 野村美月（小说家）
- 福岛次郎（小说家）
- 矢岛正雄（剧作家）
- 龙居由佳里（剧作家）
- 松田昭三（剧作家）
- 长尾刚作家）
- 玖保KIRIKO（漫画家）
- 根本敬（漫画家）
- 高桥WATARU（漫画家）
- 石子次序（中国电影翻译者电影评论家卡通画专家和光大学表现院教授）
- 小久保彰（图评论家、九州产业大学艺术院教授）
- 坂本真绫（歌手、声优、演员）
- 北嶋徹（歌手、搖滾樂團凜冽時雨的主唱兼吉他手）

### 艺术
- 武田花（摄影家）
- 重森三怜（庭园营造家）
- 石田龙泉水（书法家）
- 石飛赴（书法家）
- 石飞裕子（书法家）
- 小田球瑛（书法家）
- 兼房幽石（书法家）
- 冈田昌寿（画家）
- 光渡边船（美术史学家，"古今中外"花样对象体系化，旧[高等东京工艺学校讲师多摩美方法大学名誉教授）
- 池田方彩（造型美术家、书法家、雕刻家，宝冢造型艺术大学大学院教授）
- 大野隆司（版画家）
- 武藏规则（传统工艺师）
- 渡部正博（陶器艺术家）
- 大西朗（陶器艺术家）
- 洗川正光（陶器艺术家）
- 洗川佐知子（陶器艺术家）
- 武田花（摄影家）
- 佐藤文彦（摄影家）
- 加藤芳明
- 重森三怜（庭园营造家）
- 丰崎由美（书评）家）
- 细谷功（建筑师）
- 中前公晴
- 齐藤纪一
- 白石幸司
- 森田潔
- 久世武志（指挥者）

#### 表演艺术
- 坂口健太郎（演員、模特兒）
- 植木等（演员）
- 笠智众（演员）
- 铃木美佳（女演员、自由广播员）
- 坂本真绫（声优、歌手）
- 鹤间政行（广播作家）
- 安中都
- 西村雅彦
- 高桥幸治
- 高桥光亮
- 神太郎
- 远山俊也
- 岩井小百合
- 林家時蔵（落語家）
- 桂伸治（落語家
- 瀧川鯉之助（落語家）
- 三遊亭遊喜（落語家）

#### 报界
- 矢部武
- 刈部洋史
- 石渡嶺司
- 岩濑达哉
- 涩井哲也（原长野日报记者）
- 桥本达明（每日新闻社主笔、每日新闻社专务董事）
- 佐藤正明（原日本经济新闻社记者，日经PB专务董事）
- 高桥浩子
- 船木春仁（原东京TIMES社会部门长）
- 福本博文
- 前田良一
- 村治笙子
- 堀内光一（原钏路新闻记者）
- 佐藤万作子
- 五十岚麻子

#### 广播员
- 镰田强（北海道广播相同公司部长）
- 木村洋二（札幌）
- 津田祯（青森）
- 大冢富夫（岩手广播）
- 和气彻儿童（秋田朝日广播）
- 小坂深和（山形）
- 结城晃一郎（山形）
- 大德绘里（东北广播）
- 铃木秀喜（新舄综合性）
- 镜田辰也（福岛）
- 小笠原亘（BS）
- 倉敷保雄
- 武田肇
- 竹内靖忠（文化广播相同公司部长）
- 延友陽子（原日本广播网）
- 真锅理由（朝阳）
- 五十岚龙马（读卖新闻）
- 神田康秋（新广岛）
- 矢野宽树（新广岛）
- 锅岛昭茂（原来山阳广播）
- 渡边护（高知广播）
- 田久保依（日本西部）
- 村山耕一（宫崎广播）
- 堀江清市（日本广播协会）
- 山下信用（日本广播协会）
- 崎山优（日本广播协会）

#### 体育活动
- 落合博满（職業棒球選手、中日龍隊总教练、中途退学）
- 达川光男（職業棒球選手、前廣島東洋鯉魚总教练）
- 平山紘一郎（慕尼黑奥林匹克运动会摔交52kg级／银子金牌获得者）
- 宫原厚其次（洛杉矶奥林匹克运动会摔交52kg级／钱金牌获得者）
- 伊调千春（雅典奥林匹克运动会摔交女子48kg级银子金牌获得者，中途退学）
- 今村文彦（竞走）选手，日本记录保持者）
- 池中康雄（马拉松）选手，原马拉松世界记录保持者）
- 今冈诚实
- 桧山进次郎
- 福原忍
- 清水隆行
- 三浦贵
- 仁村彻
- 关隆伦
- 小俣武士
- 宽大中尾芳
- 玉乃島新（大相扑力士）
- 御嶽海久司（大相扑力士）
- 若隆景渥

## 大學入學測驗之學力偏差值
- 2014年：
  - 文學部：57
  - 經濟學部：54
  - 經營學部：54
  - 法學部：54
  - 社會學部：55
  - 理工學部：48
  - 國際地域學部：55
  - 生命科學部：51
  - 食環境科學部：50
  - 人間體育環境學部：51
  - 綜合情報學部：48

- 2015年：
  - 文學部：57
  - 經濟學部：56
  - 經營學部：54
  - 法學部：53
  - 社會學部：55
  - 理工學部：48
  - 國際地域學部：55
  - 生命科學部：49
  - 食環境科學部：50
  - 人間體育環境學部：52
  - 綜合情報學部：49